# Rudbert
Rudbert (auch Robert, Rodbert, Rotbert, Ruodbert) war Bischof von Münster zwischen 1042 und 1063. Über seine Herkunft ist nichts bekannt. Eine in der älteren Forschung vertretene Auffassung, Rudbert sei ein „Edler von Greven“ (nobilis de Greven) gewesen, wird mittlerweile auf eine fehlerhafte Quelleninterpretation zurückgeführt und nicht mehr aufrechterhalten. Vielmehr ordnet man Rudbert aufgrund seines Namens nun den sächsischen Adelsgeschlechtern der Immedinger bzw. Billunger zu.